# 1878年鐵路
此條目列出1878年發生有關鐵路運輸的事件。

## 事件

### 1月
- 1月18日：汗號列車奧古斯塔港以南路段開工。

### 6月
- 6月1日：泰鐵路橋通車，是當時世界上最長的鐵路橋。

### 7月
- 7月2日：現時BMT布萊頓線的前身布魯克林、夫拉特布什及康尼島鐵路通車。